# Renée Fleming
Renée Fleming (født 14. februar 1959) er en amerikansk sopran, der synger både opera og jazz. Hun er anerkendt som en af de førende lyriske sopraner i verden. Hendes stemme og personlighed på scenen er eftertragtet af de fleste store operahuse og koncertsale over hele verden.